# L'assassino colpisce a tradimento
L'assassino colpisce a tradimento (The Traitor) è un film del 1957 diretto da Michael McCarthy e Gilbert Gunn, quest'ultimo non accreditato.

## Trama
Un medico tedesco ebreo, ex membro di un gruppo di resistenza contro i Nazisti durante la guerra, partecipa ad una riunione annuale a casa di un ex ufficiale britannico. Venuto a sapere che alcuni ex membri del gruppo sono morti in maniera misteriosa, egli inizia a sospettare che uno dei membri del gruppo sia in realtà un nazista intenzionato ad eliminare tutti i membri dell'unità.

## Produzione
Completato nel giugno 1956, il film uscì nei cinema britannici nel marzo 1957 mentre nei cinema statunitensi uscì il 13 luglio 1958.